# Штибиц, Джордж Роберт
Джордж Роберт Штибиц (20 апреля 1904 — 31 января 1995) — один из международнопризнанных основоположников современных цифровых компьютеров. Работал исследователем в Bell Labs, известен своими работами в 1930-х и 1940-х годах по реализации булевой логики цифровыми схемами с использованием электромеханических реле как переключающих элементов. Создал первый двоичный полусумматор «Model K Аdder» на двух электромеханических реле (полусумматор Штибица).